# Nombre magique (chimie)
Pour les articles homonymes, voir Nombre magique.
En chimie, un « nombre magique » désigne spécifiquement l'un des nombres d'atomes constituant préférentiellement les agrégats atomiques obtenus par condensation à l'état solide d'un corps simple à l'état gazeux.
Dans le cas du sodium, ces nombres sont : 2, 8, 20, 40, 58 et 82, correspondant respectivement aux clusters Na2, Na8, Na20, Na40, Na58 et Na82. Chaque atome de sodium ayant un unique électron de valence, ces nombres particuliers soulignent l'existence d'orbitales électroniques spécifiques aux agrégats atomiques et saturées avec successivement 2, 8, 20, 40, 58 et 82 électrons cumulés.
Cela se vérifie par exemple avec l'aluminium, dont chaque atome possède trois électrons de valence : les clusters Al13 et Al14, qui cumulent respectivement 39 et 42 électrons de valence, se comportent chimiquement comme s'ils avaient respectivement un déficit d'un électron et un excès de deux électrons par rapport à leur configuration électronique la plus stable.
Cette dénomination est empruntée à la physique nucléaire, qui désigne par « nombres magiques » les nombres de nucléons assurant une stabilité particulière aux noyaux atomiques.

## Hydrocarbures
En 2022, la notion de nombre magique a pu être étendue aux molécules d'hydrocarbure. Une étude conduite par Artem Oganov avec l’algorithme Uspex (Universal Structure Predictor: Evolutionary Xtallography), a permis d'élaborer une carte des niveaux de stabilité (i.e. d'énergie de liaison forte) des hydrocarbures CnHm jusqu'à n=20 atomes de carbone et m=30 atomes d'hydrogène,.